# Mount Bragg, Antarktis
Mount Bragg är ett berg i Antarktis. Det ligger i Västantarktis. Argentina, Chile och Storbritannien gör anspråk på området. Toppen på Mount Bragg är 1 480 meter över havet, eller 662 meter över den omgivande terrängen. Bredden vid basen är 2,7 km.
Terrängen runt Mount Bragg är kuperad åt nordost, men åt sydväst är den platt. Trakten är obefolkad. Det finns inga samhällen i närheten. 